# Ida von Arnsberg
Ida von Arnsberg (auch Jutta von Arnsberg) (* um 1103 in Arnsberg; † nach 1154) war eine westfälische Adlige. Sie war in erster Ehe mit Gottfried von Cappenberg verheiratet und trat nach dessen Willen in den Prämonstratenserorden ein. Nach seinem Tod heiratete sie Gottfried von Cuyk und wurde Begründerin der neuen Linie der Grafen von Arnsberg.

## Leben
Ida von Arnsberg war die einzige Tochter von Graf Friedrich von Arnsberg und der Adelheid von Limburg, einer Tochter des Herzogs Heinrich I. Als solche war sie die Erbin der Grafschaft Arnsberg. Sie war in noch sehr jungen Jahren, etwa um 1120, in erster Ehe mit Gottfried von Cappenberg verheiratet worden. Dieser war Gründer des Prämonstratenserklosters Cappenberg. Nur mit Mühe konnte er seinen Bruder Otto und seine Frau von diesen Plänen überzeugen. Ein Teil der Besitzungen stammte aus dem Heiratsgut. Ida gilt somit als Mitstifterin des Klosters Cappenberg. Auch stieß die Gründung auf erheblichen, teilweise gewaltsamen Widerstand des Grafen Friedrich, der in Gottfried seinen Nachfolger gesehen hatte. Die Vita Gottfrieds berichtet etwa davon, dass ein Adeliger, wohl auf Befehl Friedrichs, Ida zeitweise entführt hatte. Nach dem Tod Friedrichs wurde vor allem für Ida und Gottfrieds Schwestern, unter diesen Gerberga von Cappenberg, in unmittelbarer Nähe des Klosters Cappenberg und mit diesem als Doppelkloster verbunden ein Konvent für Frauen eingerichtet. Ida war damit eine der ersten Prämonstratenserinnen im deutschen Raum.
Die ältere Forschung ging noch davon aus, dass Ida auch nach dem Tod Gottfrieds dem geistlichen Leben treu blieb und schließlich Äbtissin des Stift Herford wurde. Dabei dürfte es sich allerdings um eine Verwechselung mit ihrer Tochter handeln.
Heute ist eigentlich unstrittig, dass Ida das Kloster nach dem Tod ihres ersten Mannes verließ und, nachdem Kaiser Lothar III. sein Einverständnis erklärt hatte, Gottfried von Cuyk heiratete. Möglicherweise hatte Norbert von Xanten, der bei der Gründung Cappenbergs eine zentrale Rolle spielte und gleichzeitig die Familie Cuyk gut kannte, darauf Einfluss genommen.
Zum Zeitpunkt der zweiten Heirat war Ida etwa zwanzig Jahre alt. Mit Gottfried von Cuyk begründete sie die neuere Linie der Grafen von Arnsberg-Cuyk. Aus der Ehe ging Graf Heinrich I. von Arnsberg hervor. Die Tochter Adelheid heiratete Graf Eberhard I. von Altena. Die Tochter Jutta war Äbtissin des Stifts Herford. Friedrich II. war der Begründer der Nebenlinie der Edelherren von Arnsberg. Eine namentlich nicht bekannte Tochter heiratete Graf Hermann II. von Virneburg.